# Anticholinergikum
Ein Anticholinergikum (Plural: Anticholinergika, synonym: Parasympathikolytikum oder Parasympatholytikum, Muskarin-Rezeptor-Antagonist, Antiparasympathomimetikum, Vagolytikum oder Antimuskarinikum) ist ein Wirkstoff, der die Wirkung von Acetylcholin (ACh) im parasympathischen Nervensystem unterdrückt, indem er den muskarinischen Acetylcholinrezeptor (kurz Muscarin-Rezeptor) kompetitiv hemmt. Damit werden die Nervenreize, die zu einer Kontraktion der glatten Muskulatur und zur Sekretionssteigerung der Drüsen führen, blockiert.

## Wirkung
Das parasympathische und sympathische Nervensystem sind in ihrer Wirkung Gegenspieler zueinander. Deshalb ähnelt die Wirkung der Anticholinergika derjenigen der Sympathomimetika. Ausgenommen hiervon ist die Wirkung auf Schweißdrüsen, die vom sympathischen Nervensystem über ACh reguliert werden.
Unter anderem haben Anticholinergika folgende (vagolytische) Wirkungen:
- Abnahme des Tonus der glatten Muskulatur des Magendarmtraktes, der ableitenden Harnwege und der Bronchialmuskulatur,
- Zunahme der Herzfrequenz,
- Steigerung des peripheren Gefäßwiderstands,
- Unterdrückung der Speichel-, Magensaft-, Bronchial- und Schweißsekretion,
- im Auge die Erweiterung der Pupille und
- Akkommodation des Auges auf die Ferne.

Anticholinergika wirken im Gehirn und peripher.

## Wirkstoffe und Verwendung
Anticholinergika werden am häufigsten bei der Therapie der Chronisch obstruktiven Lungenerkrankung (COPD) und als Standardtherapie bei der überaktiven Blase (Overactive bladder, OAB) eingesetzt und werden wegen ihrer entspannenden Wirkung auf die glatte Muskulatur (M3-Cholino-Rezeptor) zur Behandlung der Krankheitsbilder Harninkontinenz und Dranginkontinenz sowie einer erhöhten Miktionshäufigkeit verwendet. In den Leitlinien nationaler und internationaler Fachgesellschaften werden alle Substanzen als wirksam und verträglich beurteilt. Durch eine Reduktion der Kontraktilität des Blasenmuskels (lat. Detrusor) kommt es zu einer Besserung der Beschwerden, die aus häufigem Wasserlassen bei Tag und in der Nacht (Pollakisurie und Nykturie), quälendem Harndrang und Urinverlust mit Harndrang bestehen. Ein weiteres Anwendungsfeld ist die adjuvante Behandlung beim Morbus Parkinson. Die Anticholinergika werden aufgrund ihrer Wirkung in zwei Gruppen eingeteilt, die neurotrop wirkenden und diejenigen, die sowohl neurotrop als auch muskulotrop wirken. Die nur neurotrop wirkenden Anticholinergika können noch einmal aus chemischer Sicht in Belladonna-Alkaloide und Verwandte und sonstige, die keine Verwandtschaft zeigen, unterteilt werden.
Bis zum Beginn des 20. Jahrhunderts waren Anticholinergika beliebte Medikamente in der Psychiatrie.

### Belladonna-Alkaloide und Verwandte
Das bekannteste Anticholinergikum dieser Gruppe ist das Atropin, ein Alkaloid, das in der Tollkirsche (Atropa belladonna) enthalten ist. Es findet Anwendung bei parasympathisch bedingter Bradykardie. Bei der Antagonisierung von Muskelrelaxanzien durch Neostigmin senkt es dessen unerwünschte Wirkung auf den Parasympathikus. Atropin ist ein wichtiges Antidot bei Vergiftung mit Cholinesterasehemmern wie dem Insektizid Parathion (E 605) oder mit chemischen Kampfstoffen wie Nowitschok. In der Augenheilkunde wird es als therapeutisches Mydriatikum genutzt.
Butylscopolamin dient zur Spasmolyse im Magen-Darm-Trakt (Gallenkolik) und den Harnwegen. Ipratropiumbromid, und Tiotropiumbromid werden in der Medizin als bronchialerweiternde Wirkstoffe bei chronisch-obstruktiven Lungenerkrankungen (COPD) eingesetzt. Trospiumchlorid wird bei überaktiver Blase eingesetzt. Da es kaum abgebaut, sondern weitgehend unverändert über den Urin ausgeschieden wird, bedeutet dies einen Zugriff auf das Zielorgan nicht nur über den Blutweg, sondern auch auf direktem Weg über die Blasenschleimhaut, die gewebsständige Acetylcholinrezeptoren enthält. Scopolamin wird in Form von Pflastern (TTS), die hinter das Ohr geklebt werden, gegen Übelkeit verwendet.

### Sonstige Anticholinergika
Tolterodin, Darifenacin und Solifenacin gehören zu den Anticholinergika, die wegen ihrer entspannenden Wirkung auf die glatte Muskulatur zur Behandlung der Harninkontinenz, der Dranginkontinenz sowie einer erhöhten Miktionshäufigkeit eingesetzt werden. Die letzten beiden Wirkstoffe, die erst kürzlich in den Handel kamen, sollen eine besonders hohe Selektivität zu den M3-Cholin-Rezeptoren besitzen, was sich jedoch nicht in Form einer dadurch verbesserten Verträglichkeit auswirkte. Glycopyrroniumbromid wird in der Narkoseeinleitung eingesetzt, um den Speichelfluss und die Sekretion des Bronchialsystems herabzusetzen sowie Bradykardien zu blockieren. Das Tropicamid hat das Atropin in der Augenheilkunde als Mydratikum weitestgehend abgelöst, da es eine kürzere Wirkdauer besitzt. Biperiden, Metixen und Trihexyphenidyl kamen beim Morbus Parkinson zur Anwendung. Prifiniumbromid wird in der Veterinärmedizin eingesetzt. Aclidiniumbromid wird als bronchialerweiternder Wirkstoff bei chronisch-obstruktiven Lungenerkrankungen (COPD) eingesetzt.

#### Neurotrop-muskulotrop wirkende Anticholinergika
Diese Anticholinergika haben sowohl eine anticholinerge als auch eine papaverinartige direkt spasmolytische Wirkung auf die glatte Muskulatur. Hierzu gehören Oxybutynin und Propiverin, die für die Behandlung der überaktiven Blase oder Harndranginkontinenz zugelassen sind. Denaverin wird bei Spasmen des Gastrointestinaltraktes und Urogenitaltraktes verwendet und Mebeverin bei irritablem Kolon. Bei Spasmen im Magen-Darm-Trakt kommt auch Pipenzolat zum Einsatz, Orphenadrin gegen Skelettmuskelspasmen.

## Unerwünschte Wirkungen
Die häufigste Nebenwirkung stellt bei allen Substanzen Mundtrockenheit dar, deren Häufigkeit in Studien 30 % erreicht. Alle Substanzen gehören entweder zu der Gruppe der sog. tertiären Amine oder aber zu den quartären Ammoniumverbindungen. Quartäre Ammoniumionen besitzen eine positive Ladung und verhalten sich damit im Gegensatz zu den tertiären Aminen, die als lipophil zu bezeichnen sind, hydrophil. Da lipophile Substanzen durch die Blut-Hirn-Schranke hindurch in den Liquorraum gelangen können, sind hier zentralnervöse Nebenwirkungen wie Schlafstörungen, Gedächtnisstörungen, Halluzinationen oder Verwirrtheitszustände möglich. Quartäre Ammoniumverbindungen als hydrophile Substanzen mit positiver Ladung können die Blut-Hirn-Schranke nicht in nennenswertem Umfang überwinden; auch ihre Resorption aus dem Magen-Darm-Trakt ist deutlich geringer als bei den tertiären Aminen.
Die für den Abbau der Wirkstoffe verantwortlichen Leberenzyme (Zytochrome) können durch eine Vielzahl von Substanzen in ihrer Aktivität beschleunigt oder gehemmt werden. Bei gleichzeitiger Einnahme in Kombination mit anderen Medikamenten ist damit eine Wirkverstärkung oder ein Wirkverlust möglich.
In einer amerikanischen Studie konnte in einer Langzeitstudie an 3434 Teilnehmern ein hochsignifikanter Zusammenhang (< 0,001) zwischen Anticholinergika und Alzheimer sowie Demenz nachgewiesen werden. Eine 10-jährige kumulative Dosis-Wirkungsbeziehung wurde für Demenz und Alzheimer-Krankheit beobachtet (Trendtest, P <0,001).